# Massueville
Massueville är en bykommun (municipalité de village) i provinsen Québec i Kanada. Den ligger i regionen Montérégie, i den sydöstra delen av landet, 220 km öster om huvudstaden Ottawa.